# Cruz de San Patricio y Columbano

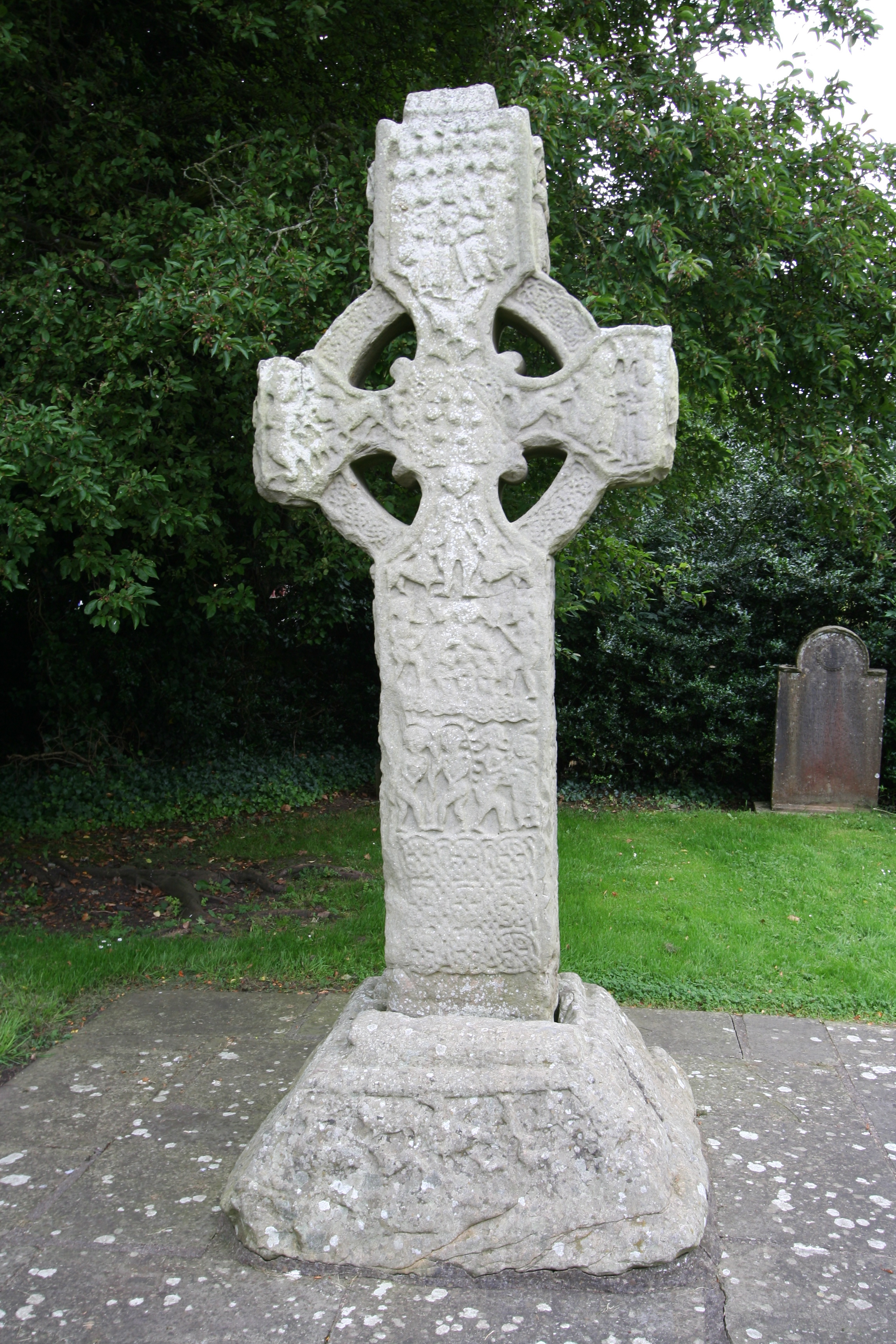
Cruz de San Patricio y Columbano.

La Cruz de San Patricio y Columbano es una cruz Celta situada en el interior del cementerio de la abadía de Kells, en la ciudad de Kells, condado de Meath, Irlanda.
Es la cruz mejor conservada del cementerio por lo que sus relieves e inscripciones se pueden descifrar de forma clara.
En la base se puede leer la inscripción:«Patrici et Columbae Crux». Los relieves representan al profeta Daniel en diferentes secuencias de su vida: la cueva del león, la caldera ardiente; Además de la expulsión de Adán y una motivo de caza.
En la otra cara de la cruz están representados el Juicio Final, la Crucifixión de Cristo y un carro con sus carreteros con un perro a su lado.
- Datos: Q5792438